# Juan Estefanía
Juan Estefanía Mendicute (Bilbao, 1884 - Huelva, 4 de diciembre de 1943) fue un directivo empresarial español y presidente del Athletic de Madrid y del Recreativo de Huelva.

## Biografía
Juan Estefanía había nacido en Bilbao, y en aquella ciudad había presidido la Federación Vizcaína de Boxeo cuando marchó a Madrid, donde trabajaría como gerente de una empresa de carbón.
En 1923, accedió a la presidencia del Atlético de Madrid (entonces Athletic de Madrid), y avanzó en la redacción de unos nuevos Estatutos que segregarían de forma definitiva a este club del Athletic de Bilbao, al que hasta ese momento había estado vinculado. Los nuevos estatutos fueron aprobados en asamblea el 4 de octubre de 1924.
Entre sus méritos deportivos figuran el Campeonato Regional de 1925 y el Subcampeonato de Copa de 1926, año en que abandonó la presidencia.
En 1940, y ya afincado en Huelva, sería elegido Presidente del Recreativo, cargo que mantendría hasta 1942 y falleció el 4 de diciembre de 1943 en Huelva a los 59 años.